# 中国—阿尔巴尼亚关系
中华人民共和国—阿尔巴尼亚关系，指中华人民共和国與阿尔巴尼亚社会主义人民共和国、阿尔巴尼亚共和国的关系。阿尔巴尼亚是在1960年代早期中苏交恶中在布加勒斯特会议上唯一完全支持中华人民共和国的东欧国家，中华人民共和国政府亦在1958年至1978年间，对阿尔巴尼亚进行了长期的经济援助。 1978年，中华人民共和国与阿尔巴尼亚社会主义人民共和国关系彻底破裂。阿尔巴尼亚劳动党第一书记恩維爾·霍查去世后，拉米兹·阿利雅执政时两国外交关系方才恢复正常。

## 歷史

### 建交初期

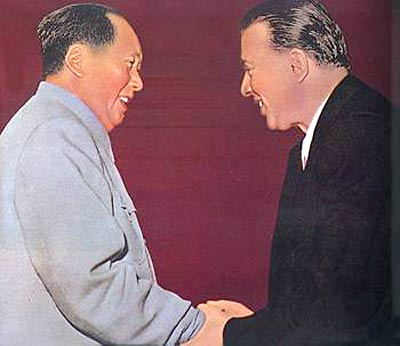
1956年中共八大召开时，毛澤東会见恩維爾·霍查

两国政权建交于1949年11月23日。从1954年起，中华人民共和国对阿提供经济援助。
1958年10月29日，中共中央批准了陈毅、李富春的《关于加强对外经济、技术援助工作领导的请示报告》。批示中说：“认真做好对外经济、技术援助工作，是一项严肃的政治任务，也是我国人民对兄弟国家和民族主义国家的人民应尽的国际主义义务。”将对外经济援助定位为政治任务。
在东欧社会主义阵营中处于弱势的阿尔巴尼亚，在苏联与南斯拉夫爆发冲突后倾向苏联一方，支持斯大林的政策，并得到了苏联的保护。但斯大林逝世后，继任苏共中央第一书记的赫鲁晓夫全面否定斯大林的政策并与南斯拉夫修好，阿尔巴尼亚为了自身利益反对赫鲁晓夫的做法。同一时期，中国也对赫鲁晓夫的“苏联新政”提出批评，并与南斯拉夫断绝外交关系。

### 建立紧密关系
1960年6月20至25日召开的布加勒斯特会议，苏联共产党和亲苏社会主义国家的共产党或工人党对中国发起攻击。而选择与中共站在同一阵线的阿尔巴尼亚劳动党也受到苏联的指责。
会议开始前的6月初，中国共产党领导人约见阿尔巴尼亚劳动党领导人的时候，解释了中苏两国共产党间存在的意见分歧及自身意见。6月5日至9日，世界工联理事会第十一次会议在北京举行，会议上苏联和中共政府意见发生分歧。6月17日中苏两国工联理事会代表团会面，苏联代表指责中共政府和阿尔巴尼亚公开中苏两党分歧，企图分裂国际共产主义运动。
6月20日在布加勒斯特会议上，赫鲁晓夫首先攻击中共的政策，包括“支持斯大林时代政策以颠覆苏联”、“大跃进等的国内政策错误”。在保加利亚与会者支持苏联的发言结束后，阿尔巴尼亚党的发言人表示中苏两党的分歧可以在讨论中解决，并不应该放在这样的会议上讨论。并在此后的讨论中明显支持中共。
此后，阿尔巴尼亚更加倾向中国。苏联因此于1961年单方面撕毁对阿尔巴尼亚的经济和军事援助合同，拒绝其参加华约会议并最终与其断交。而中国与阿尔巴尼亚的外交关系得以加强，周恩来总理访问阿尔巴尼亚时，阿尔巴尼亚每次都会举行10万人以上的群众欢迎集会，领导人经常全部出迎。阿尔巴尼亚领导人访华时，除中共中央主席毛泽东外所有党和国家领导人都到机场迎接，还组织百万人级别的北京群众夹道欢迎。

### 大规模经济及物资援助开始

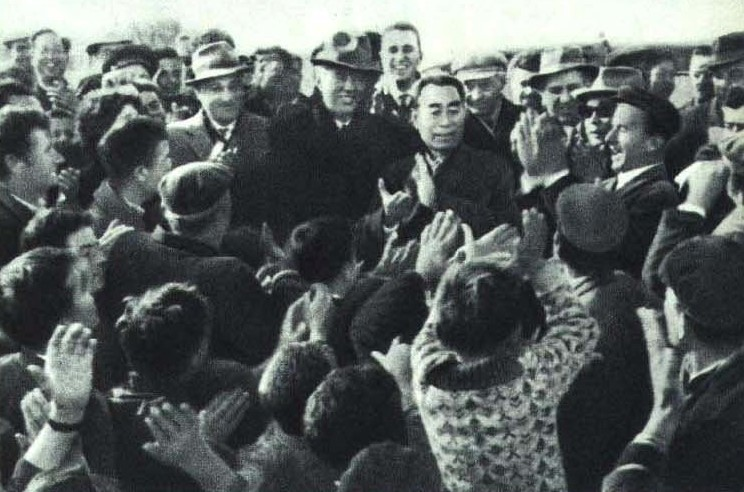
1963年周恩来访问阿尔巴尼亚

在两国政府关系加强后，援助标准开始大幅度提升。在三年困难时期的1961年，中国向阿尔巴尼亚提供几十万吨粮食、时值2.5亿元人民币外汇的援款，以及19个成套项目。其中，部分粮食还是三年困难时期由于粮食短缺，计划从加拿大购入。在阿方要求之下，中国政府下令将粮食从加拿大运往阿尔巴尼亚。1962年七千人大会后，王稼祥建议中共中央对外援助“实事求是，量力而行”，被毛泽东点名批评。王稼祥被撤除销了中联部部长的职务。耿飚担任阿尔巴尼亚大使时（1969年左右），中国对阿尔巴尼亚经济、军事援助项目总值将近90亿元人民币，且造成了大量的浪费。在1969年，阿尔巴尼亚的非生产建设项目的投资占国家总投资的24％，造成劳动力严重缺乏。而中国援助的机器和物料，被用作非生产用途（如水泥用作制作大量的纪念碑）和随意摆放造成严重损耗。阿尔巴尼亚更用中国提供的机器及原材料生产大量劣质产品返销中国。同时，中国在阿尔巴尼亚援建了铬矿、镍矿开采项目，为中国提供了铬、镍等当时稀缺的战略物资，但也造成了生产过剩。

### 蜜月期

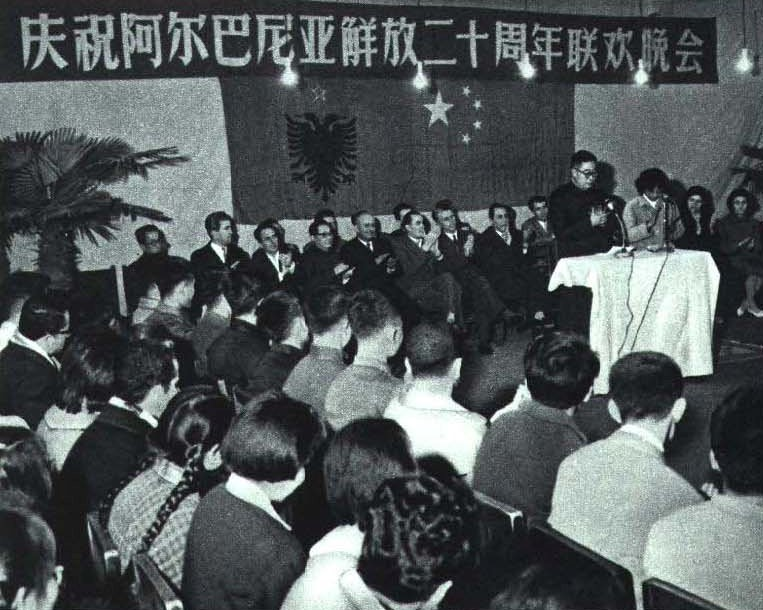
北京大学庆祝阿尔巴尼亚解放20周年（1964年11月）联合晚会，来源于《人民画报》1965年第1期。

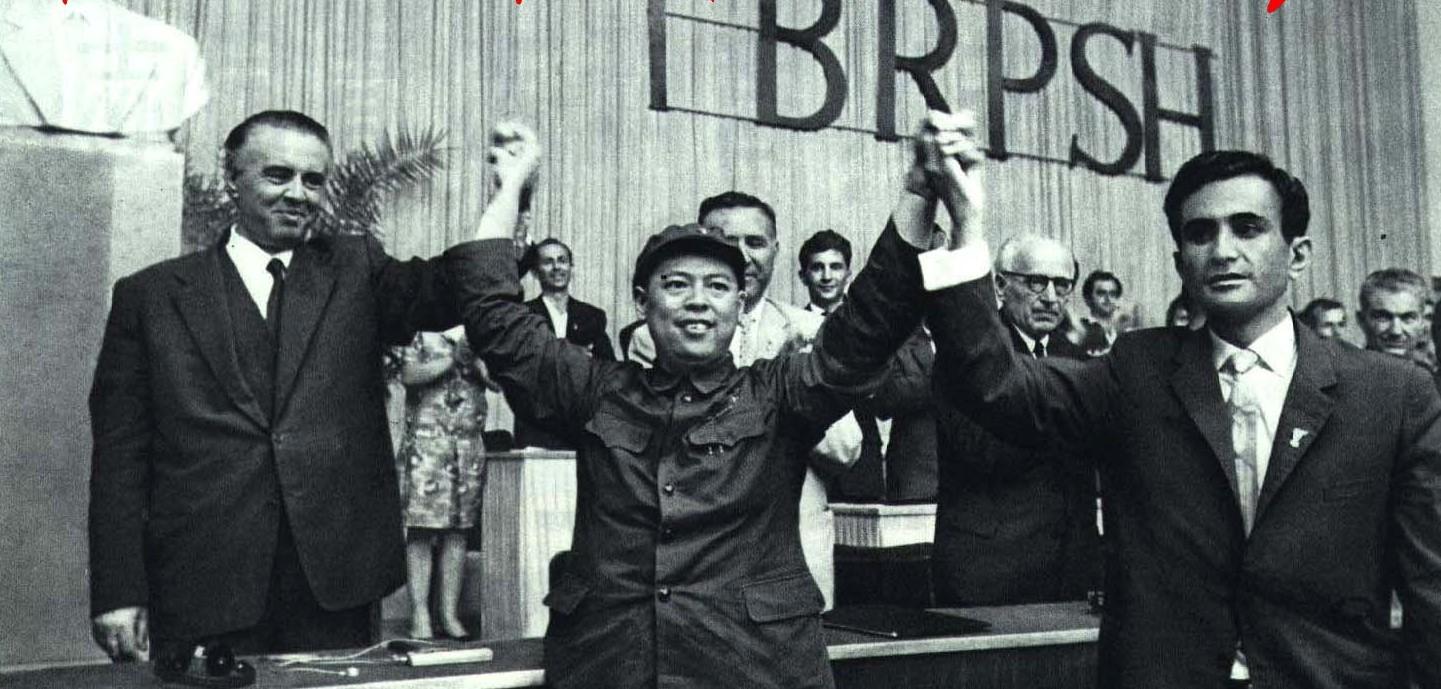
姚文元率队访问阿尔巴尼亚

1966年10月25日，阿尔巴尼亚劳动党第五次代表大会召开，中国共产党以毛泽东名义发出的《致阿尔巴尼亚劳动党第五次代表大会的贺电》，内中称“英雄的人民的阿尔巴尼亚，成为欧洲的一盏伟大的社会主义的明灯”。不久后，贺电的有关内容和段落还被编成“毛主席语录歌”，在中阿两国之间传唱，歌名叫做《我们是真正的朋友》。
|  | 海内存知己，天涯若比邻，中阿两国远隔千山万水，我们的心是连在一起的。我们之间的革命的战斗的友谊，经历过急风暴雨的考验。 |

从此，关于阿尔巴尼亚的“一盏明灯”、“两句唐诗”的说法在中国家喻户晓。

### 关系出现裂痕至中断

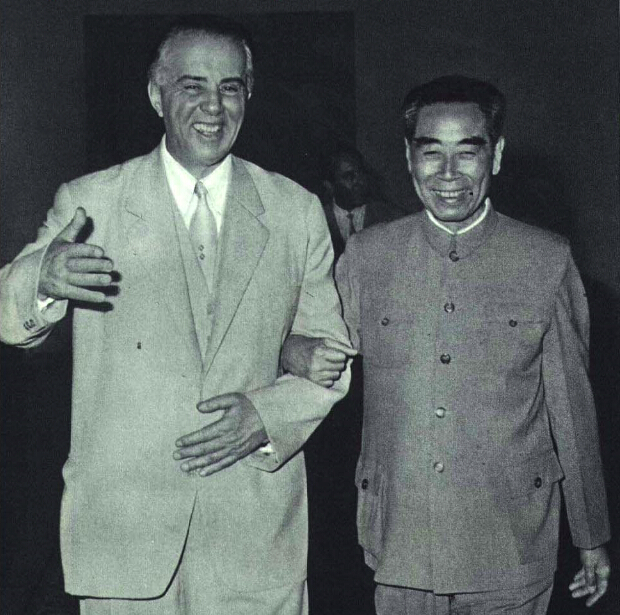
1966年，恩维尔·霍查会见周恩来

1969年，毛泽东担心苏联入侵中国，开始对美国外交有所缓和。阿尔巴尼亚则因中国总理周恩来与苏联部长会议主席柯西金会面，降低出席中华人民共和国建国20周年庆典的规格，引起毛泽东的不满。两国关系开始冷却。在1969年双方讨论联合声明草案的过程中，阿方不赞成中方在声明稿中写上产生修正主义根源的建议。关于社会主义国家是否存在阶级问题，双方看法也不一致。
1970年起，中国共产党与阿尔巴尼亚劳动党的关系渐渐陷入停滞。当中国在70年代初期打破外交孤立，中国共产党中央委员会主席毛泽东和其他中共领导人开始重新考量对阿尔巴尼亚的援助。中国驻阿尔巴尼亚大使耿飚目睹阿尔巴尼亚的现状，将阿尔巴尼亚大量浪费援助的情况写信给外交部主管欧洲事务的副部长乔冠华，乔再转交给毛泽东。毛泽东表扬了耿飚反映事实的做法。但援助并没有中止，1970年，阿尔巴尼亚要求中国援助32亿元人民币，最终获得19.5亿元人民币的长期低息贷款。另一方面，阿尔巴尼亚劳动党第一书记霍查领导下的地拉那开始提升其国际地位。阿尔巴尼亚与法国、意大利及新独立的亚非国家展开了贸易谈判，并在1971年与南斯拉夫和希腊恢复了正常关系。阿尔巴尼亚通过分散贸易渠道，改善外交和文化关系（尤其是和西欧国家），积极减小对中国的依赖。但阿尔巴尼亚没有加入歐洲安全與合作組織，并拒绝参加1975年7月召开的赫尔辛基会议。
阿尔巴尼亚领导人不满中国在70年代初期与美国恢复友好关系，地拉那的报章和电台并未报道1972年尼克松访华的消息。尽管如此，阿尔巴尼亚依然在联合国大会提交关键决议草案，使得中华人民共和国取代中华民国在联合国行使权力。1974年10月，阿尔巴尼亚要求中国提供50亿元人民币的贷款，延期偿还1976至1980年的贷款，并要求中方提供粮油援助。中国此时正处于文化大革命末期，只答应贷款10亿元人民币。阿尔巴尼亚国内掀起声讨中国的运动，并拒绝提供中国需要的原油和沥青。1975年，两国又签订一批长期无息贷款议定书。
1976年毛泽东逝世后，霍查对中阿关系依旧保持乐观。但在1977年8月，新任中共中央主席兼国务院总理华国锋称将以三个世界理论作为新的外交政策基础。霍查将其视为中国联美抗苏，谋求在第三世界和不结盟国家中称霸的途径，并表示坚决反对。1977年8月30日－9月7日，南斯拉夫总统铁托访问北京，受到中共新领导层的欢迎。阿尔巴尼亚劳动党随即宣布中国为类似苏联和南斯拉夫的修正主义国家。中国亦感到难以满足阿尔巴尼亚庞大的援助要求，双方关系跌入冰点。1978年，邓小平决定停止对阿尔巴尼亚的援助。7月13日，中国外交部发布《中国外交部关于被迫停止对阿尔巴尼亚援助和接回专家问题的照会》，正式宣布终止对阿尔巴尼亚援助。阿尔巴尼亚政府最高领导人兼劳动党第一书记恩维尔·霍查自此全面反对中国政府。

### 恢复关系
自1979年起，阿尔巴尼亚中断了与中国的一切贸易、文教、科技关系，仅仅保留了大使级外交关系。中阿关系这种“冬眠”的状态一直持续到1983年。1985年霍查逝世，拉米兹·阿利雅上任后，中阿关系开始逐渐恢复。1989年11月23日，两国签订建立中阿经济技术合作混合委员会的协定。1991年1月，阿尔巴尼亚外长马利列访华，这是自1978年中阿关系恶化后首位到中国访问的阿尔巴尼亚政府高级官员，但当时阿尔巴尼亚的共产主义政权已面临瓦解。

### 东欧剧变后

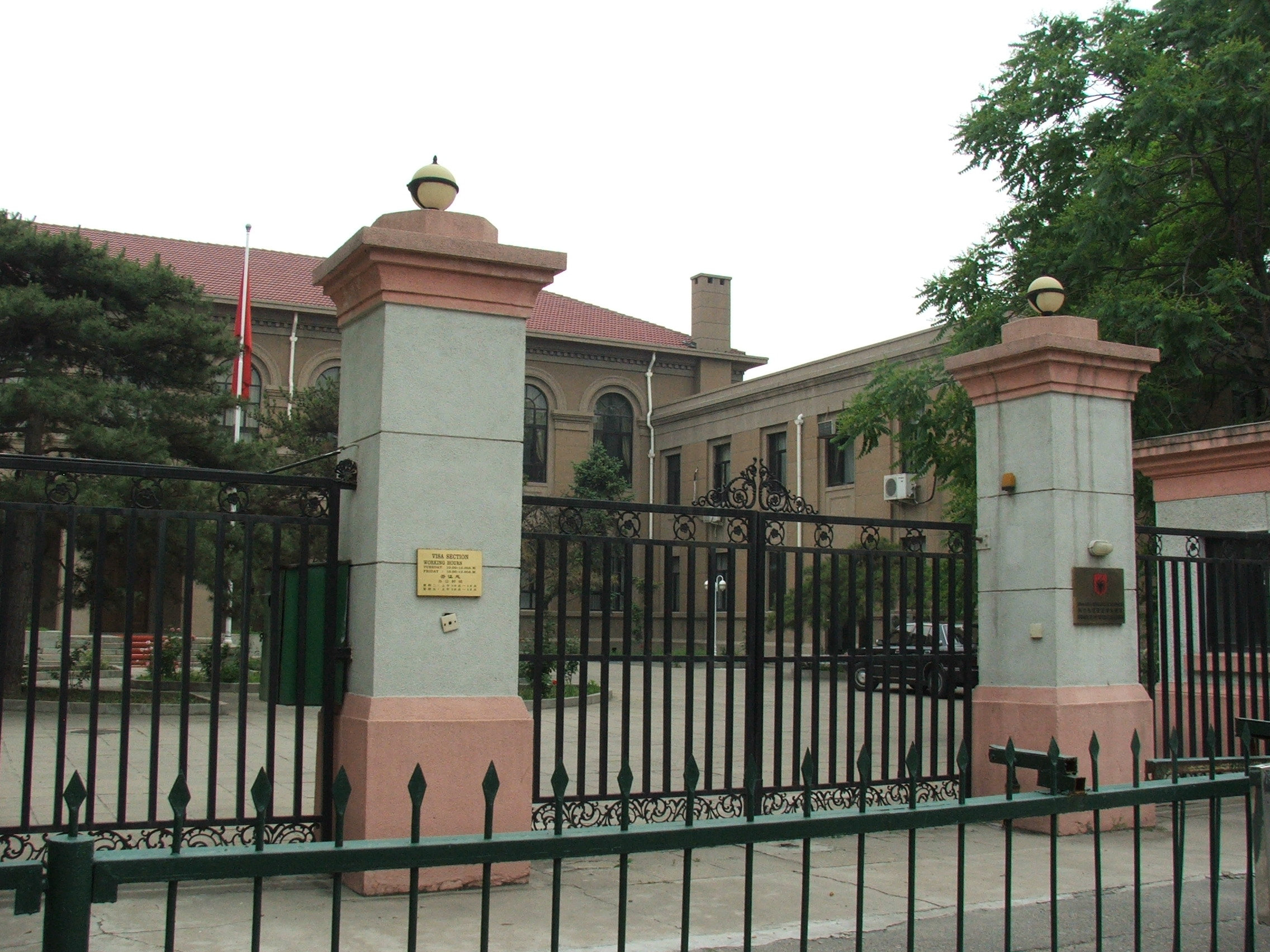
阿爾巴尼亞駐華大使館

在劳动党执政结束以后，阿尔巴尼亚社会主义人民共和国改名为阿尔巴尼亚共和国。
1993年9月，中国国务院副总理兼外长钱其琛对阿尔巴尼亚进行正式访问。这是20世纪70年代以来中国领导人首次访阿。1994年10月，阿尔巴尼亚国防部长茹拉利率军事代表团访华。这是近20年来阿国防部长首次访华，标志着中阿两国军队关系的恢复。1996年1月，阿尔巴尼亚总统萨利·贝里沙对中国进行国事访问，为30多年来阿最高领导人首次访华。 
除官方接触恢复外，两国之间经济援助关系依然存在，在人文、卫生、地方等领域也有交流合作。
- 2001年2月9日，中国进出口银行和阿尔巴尼亚财政部签订买方信贷贷款协议，援助建设布沙特水电站。[15]
- 2020年1月，阿尔巴尼亚单方面允许中国公民持普通护照免签证入境阿尔巴尼亚90天。
- 2023年1月16日，中阿双方签署互免签证协定，规定双方公民在对方国家每180天停留不超过90天免办签证。[16]

然而，阿尔巴尼亚外交政策在阿爾巴尼亞政治制度变迁后便着重于发展西方和美国关系，加之由此带来的意识形态变迁使得中阿两国开始对科索沃地位、伊朗黑客问题、中國（包括香港及澳門）人权问题以及俄羅斯入侵烏克蘭等政治议题存在分歧，使两国之间近年政治議題上的摩擦爭論不斷增加。兩國經貿交流也隨着兩國政治分歧開始呈減少狀態。
- 2006年5月，阿尔巴尼亚应美国要求接收了5名关押在关塔那摩监狱的中国籍“东突”恐怖组织嫌犯。中华人民共和国政府认为这些嫌犯理应遣返中国，美国和阿尔巴尼亚的作法严重违反了国际法和安理会决议，并为此向美、阿两国提出交涉，要求两国将上述嫌犯遣返中国。
- 2008年2月，科索沃宣佈脫離塞爾維亞獨立，阿爾巴尼亞政府便立即承認科索沃獨立，引起支持塞爾維亞的中國政府強烈不滿。
- 2020年10月，阿爾巴尼亞政府和其他38個聯合國成員國（如克羅地亞、立陶宛等）聯署支持由德國駐聯合國大使赫斯根提出的嚴重關注香港及新疆情況法案，該法案主要內容為谴责中國打壓香港反对逃犯条例修订草案运动和新疆維吾爾族人權问题。
- 2021年6月，阿爾巴尼亞政府與美國政府簽署一系列備忘錄，阿爾巴尼亞政府正式跟隨英國、澳洲、加拿大，宣佈不再使用華為在內的所有中國公司電信運營商。
- 2021年12月，科索沃政府宣佈外交抵制北京冬奥，得到阿爾巴尼亞執政社會黨政府和大部分反對黨全力支持。
- 2022年2月起，俄羅斯入侵烏克蘭戰爭爆發，阿爾巴尼亞駐聯合國代表發起多次制裁俄羅斯和朝鲜政府議案，引起与俄罗斯关系密切、与朝鲜友好的中國政府不满。
- 2023年2月，時任阿爾巴尼亞總理埃迪拉瑪在日本外訪時向日本日經亞洲記者表示，中國的一帶一路政策對阿爾巴尼亞“完全没有好處”“對阿爾巴尼亞的經濟發展沒有任何幫助”，并強調美國和歐盟才是阿爾巴尼亞最佳的經貿合作伙伴。

## 经济
| 年份   | 中国向阿出口 | 中国自阿进口 | 中阿进出口总额 | 中国对阿顺差 |
| ------ | ------------ | ------------ | -------------- | ------------ |
| 2015年 | 4.30         | 1.29         | 5.59           | 3.01         |
| 2016年 | 5.07         | 1.29         | 6.36           | 3.77         |
| 2017年 | 4.54         | 1.97         | 6.50           | 2.57         |
| 2018年 | 5.40         | 1.08         | 6.48           | 4.32         |
| 2019年 | 6.01         | 1.03         | 7.04           | 4.98         |
| 2020年 | 5.71         | 0.80         | 6.51           | 4.92         |

## 影响
在大跃进时期，中国大陸对阿尔巴尼亚的粮食援助直接减少了本国粮食数量。中国大陸对阿尔巴尼亚的其它经济援助，甚至超过了本国的生产力和生活水平，如耿飚1969年时计算，从1954年以来中共给阿尔巴尼亚的经济、军事援助将近90亿元人民币。当时阿尔巴尼亚总人口才200万，平均每人达4000多元人民币，当时中国大陸的人均年收入不过200多元。对阿尔巴尼亚的援助实际上给政府带来了沉重负担。
与中国大陸关系破裂，使得阿尔巴尼亚缺少外国保护。阿尔巴尼亚拒绝了美国和苏联恢复正常关系的努力，同时扩展与西欧及发展中国家的外交关系，并开始将自力更生作为国家经济发展的基本策略。这场风波以及三个世界理论的争论分化了世界反修正主义运动。多数反修正主义政党支持阿尔巴尼亚劳动党，其它政党则对此存在争议。这种观点和理论被称为霍查主义。而阿尔巴尼亚劳动党的盟友主要分布在非洲、土耳其和拉丁美洲，包括巴西共产党和提格雷马列主义联盟。

## 外部連結
- 中華人民共和國駐阿爾巴尼亞共和國大使館官方網站（简体中文）（英文）（阿爾巴尼亞文）
  - 中華人民共和國駐阿爾巴尼亞共和國大使館經濟商務處官方網站（简体中文）
- 阿爾巴尼亞駐華大使館官方網站（英文）（阿爾巴尼亞文）